# Voacanga africana
Espèce
Voacanga africana est une espèce de plantes à fleurs de la famille des Apocynaceae. 
C'est un petit arbre originaire d'Afrique tropicale.

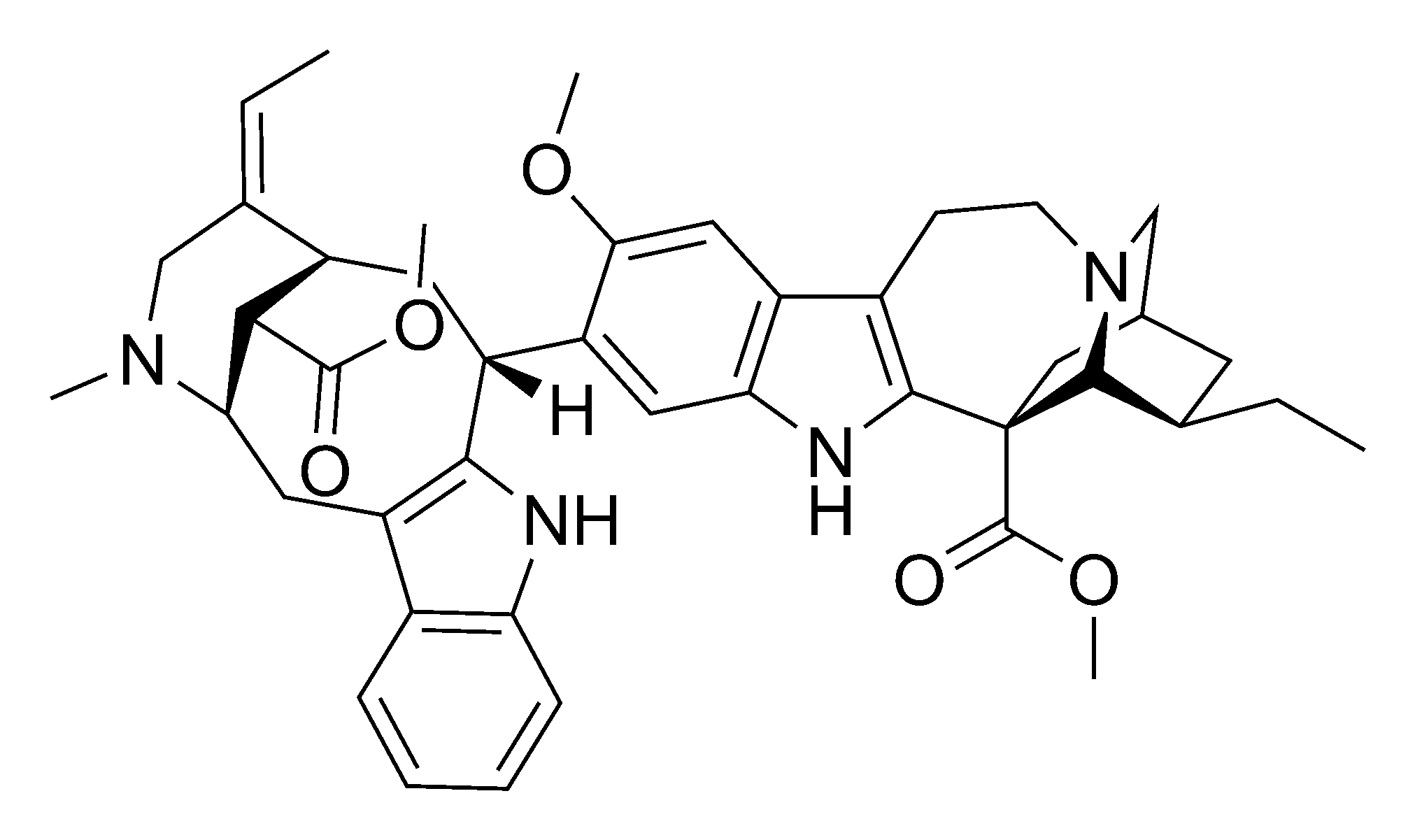
Structure chimique de la voacamine.

Cette plante aurait des propriétés anti-inflammatoires et neuro-protectrices liées à la présence d’une molécule : la voacamine.

## Liste des variétés
Selon Tropicos (10 août 2014) (Attention liste brute contenant possiblement des synonymes) :
- variété Voacanga africana var. africana
- variété Voacanga africana var. auriculata Pichon
- variété Voacanga africana var. glabra (K. Schum.) Pichon